# Death Bell – Tödliche Abschlussprüfung!
Death Bell – Tödliche Abschlussprüfung! (Originaltitel: Gosa: Piui Junggangosa) ist ein südkoreanischer Horrorfilm des Regisseurs Yoon Hong-seung, auch bekannt als Chang, aus dem Jahr 2008. Es war der einzige südkoreanische Horrorfilm des Kinosommers 2008 und erreichte mehr als 1,6 Millionen Besucher.
Im Juli 2010 lief der Nachfolger Death Bell 2: Bloody Camp in den Kinos Südkoreas an.

## Handlung
Zwanzig der besten Schüler der Seouler Chang-in-Schule und drei Lehrer haben sich in dem ansonsten verlassenen Schulgebäude an einem Samstag versammelt, um einen Vorbereitungskurs für die Universität zu veranstalten. Mitten im Unterricht erklingt plötzlich ein Song und der Fernseher im Klassenzimmer zeigt die Jahrgangsbeste gefesselt in einem sich langsam füllenden Wassertank. Über die Lautsprecher meldet sich dazu ein anonymer, eiskalter Killer. Dieser stellt allen eine Frage, von deren richtiger Beantwortung das Leben dieser Mitschülerin abhängt. Jede Person, die versucht, das Schulgelände zu verlassen, wird auf der Stelle getötet. Die Protagonistin Yi-na findet heraus, dass die Schüler nach der Rangfolge in der Klassenbestenliste umgebracht werden.

## Produktion
Der Film wurde in High Definition gedreht. Das Budget betrug 1,3 Milliarden südkoreanische Won. Death Bell ist der erste Film von Yoon Hong-seung, der zuvor einige Musikvideos drehte. Die Popsängerin Nam Gyu-ri, die zur Zeit des Drehs noch Mitglied der Girlgroup SeeYa war, feierte in Death Bell ihr Schauspieldebüt.

## Veröffentlichung
Death Bell feierte Premiere im Juli 2008 auf dem Puchon International Fantastic Film Festival.
Der Film lief am 6. August 2008 in 366 südkoreanischen Kinos an und erreichte 575.231 Besucher am Startwochenende.
In Deutschland erschien der Film am 29. Januar 2010 direkt auf DVD und Blu-Ray.